# Donner (film)
Donner è un film di animazione del 2001 diretto da Tony Stutterheim.

## Trama
Ognuno conosce chi sia un ballerino, una stella o Cupido...ma Donner?
La storia di un pasticcione che riuscirà a salvare il Natale dal disastro.